# Benetton B194
La Benetton B194 fu la decima monoposto prodotta dalla Benetton Formula per prendere parte al campionato mondiale di Formula 1. Impiegata nella stagione 1994, fu guidata da Michael Schumacher (che vi si laureò campione del mondo) e a rotazione da JJ Lehto, Jos Verstappen e Johnny Herbert.

## Sviluppo
L'inizio della stagione 1994 portò con sé significativi cambiamenti regolamentari rispetto all'annata precedente: al fine di rendere maggiormente determinante il ruolo del pilota durante la corsa e nel tentativo di ridurre le prestazioni delle monoposto, la FIA decise di bandire vari ausili elettronici e meccanici come le sospensioni attive, il controllo della trazione, le quattro ruote motrici, l'ABS, i freni assistiti, il differenziale elettronico e la telemetria bidirezionale. Venne inoltre introdotto un ulteriore elemento tattico con l'autorizzazione a effettuare rifornimenti di carburante durante la corsa, circostanza che indusse i progettisti a ridurre le dimensioni dei serbatoi.
Tenendo conto delle nuove disposizioni regolamentari, l'ingegnere Rory Byrne e il direttore tecnico Ross Brawn scelsero di impostare il progetto della nuova monoposto ottimizzandolo per lo stile di guida del pilota di punta Michael Schumacher: ne risultò una vettura estremamente razionale e efficace dal punto di vista aerodinamico, con muso alto, pance laterali voluminose e provviste di grandi pinne deviatrici di flusso davanti alle bocche d'aspirazione. Come motore venne introdotto il V8 Ford ZR (prodotto dalla Cosworth), più efficiente rispetto ai propulsori HBA adottati fino al 1993, ma prestazionalmente ancora inferiore al V10 Renault montato dalla rivale Williams. Il propulsore era considerato il punto più debole della vettura, motivo che spinse la squadra, su esplicita richiesta di Flavio Briatore, ad abbandonarlo nella stagione seguente per passare ai più competitivi V10 Renault montati anche dalla diretta rivale Williams F1.
A seguito del cambio di sponsorizzazione principale (alla Camel si sostituì la Mild Seven), la livrea della vettura abbandonò la tinta gialla adottata dal 1991 in favore del blu-azzurro caratterizzante il brand del nuovo sostenitore. La monoposto numero 5 (in dotazione a Schumacher) presentava altresì piccoli inserti rossi su musetto e ala anteriore, essenzialmente allo scopo di consentire a pubblico e telecronisti di meglio distinguerla dalla numero 6, condotta dal secondo pilota.

## Carriera agonistica
Affidata a Michael Schumacher (compattamente sostenuto da tutto il team guidato da Flavio Briatore) la B194 si rivelò immediatamente molto competitiva e capace di eguagliare sia in qualifica che in gara le prestazioni della concorrente Williams, potendo quindi ambire sia al titolo piloti che alla coppa costruttori. Solida ed affidabile, in tutto l'anno fu coinvolta in soli tre ritiri per motivi meccanici: uno per Schumacher (cedimento del motore al GP di Germania), uno per JJ Lehto (eguale problema al GP di Spagna) e uno per Johnny Herbert (rottura del cambio al GP d'Australia).
Al volante di questa monoposto Schumacher conseguì otto vittorie e due secondi posti, con sei pole position conquistate, chiudendo a podio tutte le gare cui prese parte e/o in cui riuscì ad arrivare al traguardo; a lui si debbero pertanto 92 dei 103 punti raccolti dalla Benetton durante la stagione, che gli valsero il primo titolo mondiale della carriera e portarono la casa britannica al secondo posto finale nella graduatoria costruttori alle spalle della Williams. La corsa al mondiale marche fu invece vanificata dallo scarso rendimento delle tre seconde guide (Verstappen, Lehto, Herbert) che si alternarono al volante durante l'anno e si trovarono poco a loro agio nel condurre una macchina costruita "su misura" per Schumacher, nonché dalle quattro gare di squalifica irrogate a Schumacher stesso nel corso della stagione.

### Controversie
Il notevole passo in avanti nelle prestazioni evidenziato dalla B194 (capace di uguagliare e superare vetture con mezzi tecnici teoricamente più performanti, quale ad esempio la Williams-Renault) rispetto alla B193B e la discrepanza tra il rendimento eccellente di Schumacher e quello molto inferiore dei suoi compagni di squadra fecero sorgere dubbi in merito alla regolarità del progetto della monoposto.
Come già accennato, alla vigilia della stagione 1994 la FIA aveva decretato l'illegalità di diverse strumentazioni elettroniche comunemente adottate sulle monoposto fino all'annata precedente, quale ad esempio il controllo di trazione. Al GP del Pacifico Ayrton Senna, costretto ad un precoce ritiro, rimase per qualche tempo ad osservare la gara a bordo pista e riferì di aver avvertito una differenza tra il rumore emesso dalla Benetton guidata da Michael Schumacher e quella di Jos Verstappen, che peraltro appariva anche più instabile nelle traiettorie. Tali particolari sono compatibili con l'ipotesi (poi mai accertata) che la vettura del pilota tedesco potesse aver mantenuto il summenzionato ausilio (o uno analogo), la cui azione, oltre a stabilizzare la marcia della vettura, ha la particolarità di modificare il normale rumore del motore.
Di lì a poco gli organi di governo del campionato richiesero ad alcune scuderie (tra le quali Williams, McLaren, Ferrari e appunto Benetton) di certificare la liceità dell'informatica imbarcata sulle proprie monoposto: sia Benetton che McLaren opposero tuttavia un rifiuto alla richiesta di fornire i codici dei loro computer, incorrendo in una sanzione amministrativa di 100.000 dollari USA ciascuna. Un rapporto pubblicato di lì a poco dal quotidiano The Independent affermò l'esistenza nei software adottati dalla scuderia italo-britannica per la vettura di Schumacher di un file denominato Launch Control, che attivava una particolare parzializzazione della valvola a farfalla del motore Ford, tale da annullare il pattinamento delle ruote posteriori e quindi agevolare il pilota tedesco negli scatti da fermo. Tale programma, risalente al 1993, era anch'esso illegale ai sensi delle nuove norme: il quotidiano britannico affermò che i tecnici Benetton l'avevano nascosto oltre il fondo delle righe di codice del software dei programmi, criptandolo con una chiave segreta.
La FIA comunque ritenne di non indagare ulteriormente, sicché non venne mai effettivamente chiarito se la B194 avesse davvero caratteristiche irregolari: la Benetton dal canto suo negò ogni addebito, definendo tecnicamente impossibile utilizzare soluzioni irregolari del sistema informatico sfuggendo ai controlli; lo stesso team tuttavia confermò la presenza del file citato nell'inchiesta dell'Independent, affermando che la criptatura applicata su di esso lo rendeva inattivabile. Tale versione venne contestata da un tecnico informatico di un altro team, che affermò di aver lavorato per conto della propria squadra alla ripulitura dei codici da tutti i sistemi illegali e di considerare pertanto sospetta la soluzione di occultamento adottata dalla Benetton.
Nella medesima stagione, a seguito del rogo divampato al GP di Germania sulla vettura di Jos Verstappen durante un pit stop, la FIA condusse un'ispezione nella sede operativa Benetton di Enstone: venne alla luce che la valvola d'immissione del carburante montata sulle macchine rifornitrici adottate durante le soste in gara era priva di filtro, in modo tale da velocizzare l'afflusso della benzina nel serbatoio e rendere tale operazione del 12,5% più veloce rispetto alla media degli altri team. Tale modifica rendeva tuttavia la valvola meno sicura: proprio un malfunzionamento di tale ausilio fu alla base del già citato principio d'incendio (risoltosi comunque senza gravi conseguenze). Anche in questo caso non venne tuttavia comminata alcuna sanzione significativa, non essendovi del resto alcun obbligo in proposito.
Lo stesso Verstappen, in alcune interviste concesse negli anni 2010, rievocando la sua annata 1994 in Benetton affermò apertamente di essere convinto (pur non avendone mai avuto esplicita conferma, che pure egli aveva invano richiesto a Flavio Briatore) che la Benetton avesse aggirato i regolamenti al fine di rendere la vettura di Schumacher più performante. Tutte e tre le seconde guide Benetton del 1994 affermarono di aver provato, senza successo, a imitare lo stile di guida del pilota di punta, ma che la monoposto non li avrebbe altrettanto assecondati, rivelandosi anzi poco maneggevole, incline al testacoda e difficile da portare al limite.

## Altri dati
- Carreggiata anteriore: 1,690 m
- Carreggiata posteriore: 1,618 m
- Trazione: posteriore
- Freni: a disco autoventilanti in carbonio
- Motore: Ford ZR
  - Num. cilindri e disposizione: 8 a V (75°)
  - Cilindrata: 3494 cm³
  - Potenza: > 660 CV
  - Distribuzione: pneumatica
  - Valvole: 32
- Pneumatici: Goodyear
- Cerchi: 13"

## Risultati
| Anno | Team             | Motore                 | Gomme | Piloti       |     |     |     |   |     |   |     |    |     |   |    |     |     |     |     |     | Punti | Pos. |
| ---- | ---------------- | ---------------------- | ----- | ------------ | --- | --- | --- | - | --- | - | --- | -- | --- | - | -- | --- | --- | --- | --- | --- | ----- | ---- |
| 1994 | Benetton Formula | Ford EC Zetec-R 3.5 V8 | G     | M.Schumacher | 1   | 1   | 1   | 1 | 2   | 1 | 1   | SQ | Rit | 1 | SQ | ES  | ES  | 1   | 2   | Rit | 103   | 2º   |
| 1994 | Benetton Formula | Ford EC Zetec-R 3.5 V8 | G     | J.Verstappen | Rit | Rit |     |   |     |   | Rit | 8  | Rit | 3 | 3  | Rit | 5   | Rit |     |     | 103   | 2º   |
| 1994 | Benetton Formula | Ford EC Zetec-R 3.5 V8 | G     | Lehto        |     |     | Rit | 7 | Rit | 6 |     |    |     |   |    | 9   | Rit |     |     |     | 103   | 2º   |
| 1994 | Benetton Formula | Ford EC Zetec-R 3.5 V8 | G     | Herbert      |     |     |     |   |     |   |     |    |     |   |    |     |     |     | Rit | Rit | 103   | 2º   |

| Legenda | 1º posto     | 2º posto | 3º posto    | A punti         | Senza punti/Non class.  | Grassetto – Pole position Corsivo – Giro più veloce |
| Legenda | Squalificato | Ritirato | Non partito | Non qualificato | Solo prove/Terzo pilota | Grassetto – Pole position Corsivo – Giro più veloce |